# Ferstenborgum
Ferstenborgum is een buurtschap in het Duitse deel van het Reiderland. De buurtschap ligt aan de Eems, direct ten noordoosten van Weener en ligt tussen Weener en Kirchborgum. Bestuurlijk is het deel van de gemeente Weener.

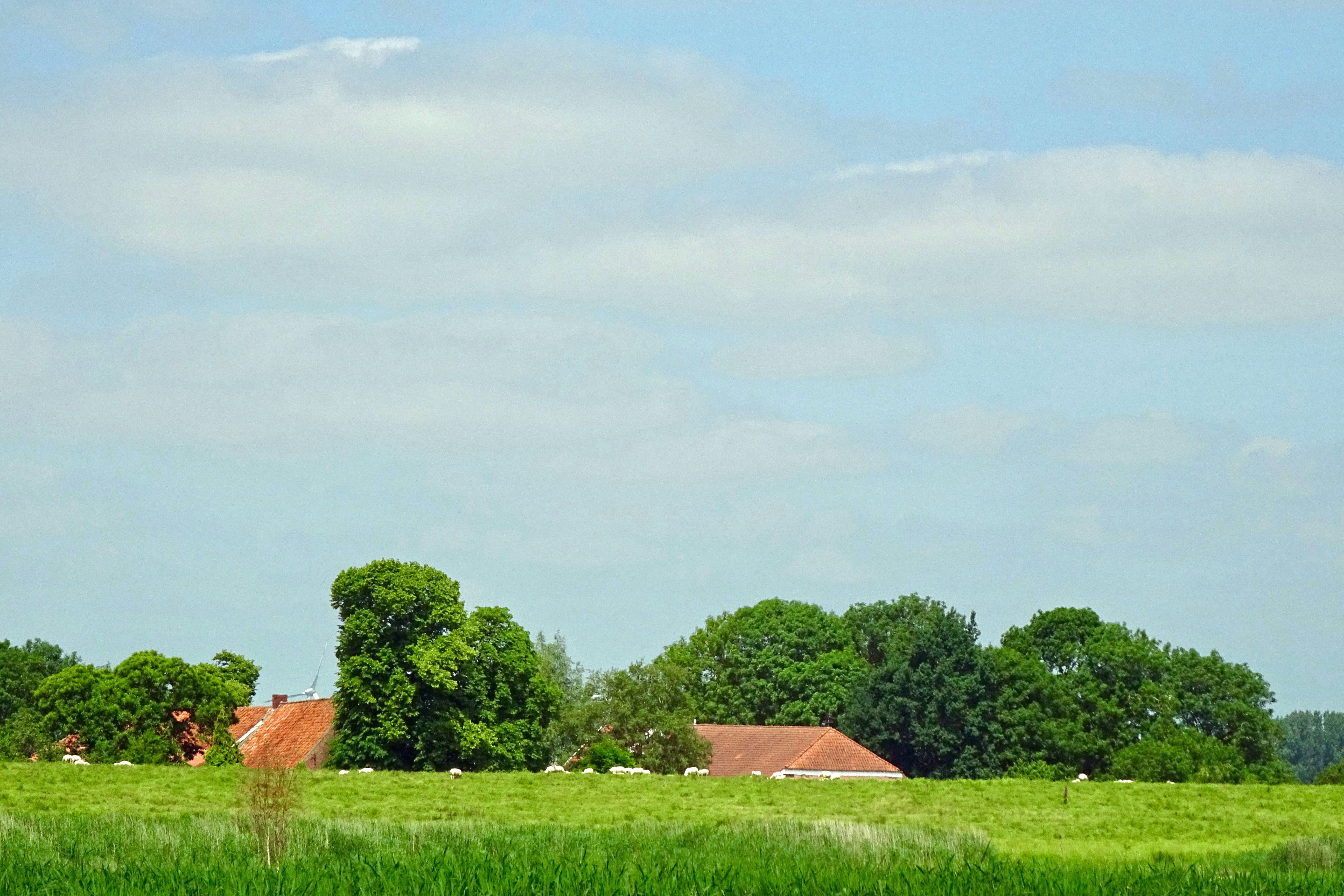
Zicht op Ferstenborgum vanaf de overzijde van de Ems nabij Dorenborg